# Chiquita Classic
De Chiquita Classic is een golftoernooi in de Verenigde Staten en het maakt deel uit van de Web.com Tour. Het toernooi werd opgericht in 2010 en wordt sinds 2014 gespeeld op de River Run Country Club in Davidson, North Carolina.
Hert is een strokeplay-toernooi dat gespeeld wordt over vier dagen en na de tweede dag wordt de cut toegepast.

## Geschiedenis
In 2010 werd het toernooi opgericht en de eerste editie werd gewonnen door de Amerikaan Tommy Gainey. Van 2010 tot 2013 vond het toernooi plaats op de TPC River's Bend in Cincinnati, Ohio.
Sinds 2013 maakt dit toernooi deel uit van de Web.com Tour Finals. Het deelnemersveld bestaat uit de top 75 van de Web.com Tour en golfers van de Amerikaanse PGA Tour die na het regulaire seizoen tussen de plaatsen 126 en 200 van de FedEx Cup bezetten.
In 2014 wordt het toernooi verplaatst naar de River Run Country Club in Davidson, North Carolina.

## Golfbanen
| Jaar      | Golfbaan               | par | Stad                     |
| --------- | ---------------------- | --- | ------------------------ |
| 2010-2013 | TPC River's Bend       | 72  | Cincinnati, Ohio         |
| 2014-     | River Run Country Club | 72  | Davidson, North Carolina |

## Winnaars
| Jaar | Winnaar           | Score | Score | Info                                                   |
| ---- | ----------------- | ----- | ----- | ------------------------------------------------------ |
| 2010 | Tommy Gainey      | 261   | –27   |                                                        |
| 2011 | Russell Knox      | 263   | –25   |                                                        |
| 2012 | Russell Henley po | 266   | –22   | Won de play-off van Patrick Cantlay en Morgan Hoffmann |
| 2013 | Andrew Svoboda po | 276   | –12   | Won de play-off van Will MacKenzie                     |
| 2014 | Adam Hadwin       | 270   | –18   |                                                        |

| Toernooirecord |  | po = winnaar na play-off |